# Georg Müller-Jürgens
Georg Müller-Jürgens, eigentlich Georg Müller  (* 4. Mai 1883 in Dresden; † 28. Oktober 1971), war ein deutscher Jurist, Bürgermeister von Jever und Oberkirchenrat.

## Leben
Er war der Sohn des Gymnasiallehrers und Oberschulrats Georg Gottfried Müller und der Auguste Jürgens aus Jever. Seit 1935 führte er den Namen Müller-Jürgens.
Er studierte Jura, wurde zum Dr. jur. promoviert und war von 1919 bis 1935 Bürgermeister der Stadt Jever. Zum 1. Oktober 1932 trat er der NSDAP bei (Mitgliedsnummer 1.366.779). Am 25. Februar 1935 wurde er zum hauptamtlichen juristischen Mitglied des Oberkirchenrats der Evangelisch-Lutherischen Kirche in Oldenburg gewählt und übte dieses Amt bis zum 9. Juni 1945 aus, als er aufgrund seiner NSDAP-Mitgliedschaft auf eigenen Wunsch mit „pensionsartigen Alimentationszahlungen“ entlassen wurde.
Nebenbei forschte und publizierte er über die Vasa Sacra des Oldenburger Landes und von Ostfriesland.

## Veröffentlichungen (Auswahl)
- Der Raum Weser-Ems. Schulze, Oldenburg 1932
- (Hrsg.): Der Raum Weser-Ems. Die Nordwestmark des Deutschen Reiches. Schulze, Oldenburg 1933.
- Der Mensch im Raum Weser-Ems. In: Rasse. Monatsschrift für den Nordischen Gedanken 9, 1942, Heft 1.
- Vasa sacra. Altargerät in Ostfriesland (= Abhandlungen und Vorträge zur Geschichte Ostfrieslands 36). Verlag Ostfriesische Landschaft, Aurich 1960
- Vasa sacra Oldenburgica. Band 1. Holzberg, Oldenburg 1968.